# Arctosa algerina
Arctosa algerina là một loài nhện trong họ Lycosidae.
Loài này thuộc chi Arctosa. Arctosa algerina được Carl Friedrich Roewer miêu tả năm 1960.